# Yrkeshögskolan Arcada
Yrkeshögskolan Arcada (tidigare Arcada – Nylands svenska yrkeshögskola) är en svenskspråkig yrkeshögskola i Arabiastranden i Helsingfors i Finland med drygt 2700 studenter och ca 190 anställda. 

## Verksamhet
Utbildning på svenska och engelska erbjuds inom totalt 17 utbildningar som leder till yrkeshögskoleexamen (bachelornivå) och fyra utbildningar som leder till högre yrkeshögskoleexamen (masternivå). Arcadas undervisning bedrivs inom företagsekonomi, idrott, media, kultur, teknik samt social- och hälsovård. Utbildningsverksamheten är organiserad i fyra institutioner för examensgivande verksamhet.
Arcada Fortbildning lockar många vuxenstudenter som vill bredda och fördjupa sina kunskaper inom teknik, media, företagsekonomi, turism, idrott, social- och hälsovård.
Utöver att erbjuda professionsinriktad högskoleutbildning idkar Arcada även tillämpad forsknings- och utvecklingsverksamhet för att trygga tillgången på svenskspråkig arbetskraft och bidra till en levande tvåspråkighet i Finland. Forskning och utveckling bedrivs i nätverk med forskningsinstitut och andra högskolor och universitet både nationellt och internationellt. Forsknings- och utvecklingsverksamheten är en integrerad del av utbildningen och fokuserad på fyra strategiskt valda profilområden: kulturområdet, funktionella material, affärsutveckling och informationsanalys samt patientsäkerhet, hälsofrämjande och social delaktighet.

## Bakgrund
Högskolan grundades år 1996 efter en sammanslagning av Helsingfors svenska sjukvårdsinstitut (Sjukis), Svenska handelsläroverket (Lilla Hanken), Tekniska läroverket i Helsingfors (Verket) och Folkhälsans socialläroanstalt. Arcada fick ordinarie yrkeshögskolestatus 1998. Högskolan är belägen i Arabiastranden sedan 2004 efter att Arcada har flyttat från sina gamla byggnader i Alphyddan, Drumsö och Norra Hagalund.

## Arcada Campus
I november år 2004 inleddes byggarbetet för ett nytt kvarter bestående av 227 studentbostäder och ett utbildningsutrymme på det campus som skapats kring Yrkeshögskolan Arcada och Yrkesinstitutet Prakticum i Majstranden (ett område i Arabiastranden) i Helsingfors. De första bostäderna var inflyttningsklara år 2006 och i slutet av år 2012 var följande studentbostäder klara. I dagens läge finns det sammanlagt 406 studentbostäder i Majstranden. Ytterligare 80 studentbostäder väntas stå klara under hösten 2014.

## Institutioner

### Institutionen för ekonomi och affärsanalys
- Utbildning i företagsekonomi: Tradenom (YH)
- Utbildning inom informationsteknik: Ingenjör (YH)
- Bachelor's Degree Programme in International Business: Bachelor of Business Administration (BBA)
- Master's Degree Programme in International Business Management (with a Nordic focus): Master's of Business Administration (MBA)

### Institutionen för energi- och materialteknologi
- Utbildning i process- och materialteknik: Ingenjör (YH)
- Utbildning i energi- och miljöteknik: Ingenjör (YH)
- Bachelor's Degree Programme in Materials Processing Engineering: Bechelor of Engineering

### Institutionen för hälsa och välfärd
- Utbildning till förstavårdare: Förstavårdare (YH) och Sjukskötare (YH)
- Utbildning till barnmorska: Barnmorska (YH) och Sjukskötare (YH)
- Utbildning till sjukskötare: Sjukskötare (YH)
- Utbildning till hälsovårdare: Hälsovårdare (YH) och Sjukskötare (YH)
- Utbildning till socionom: Socionom (YH)
- Utbildning till ergoterapeut: Ergoterapeut (YH)
- Utbildning till fysioterapeut: Fysioterapeut (YH)
- Utbildning inom idrott och hälsopromotion: Idrottsinstruktör (YH)
- Bachelor's Degree Programme in Nursing: Registered Nurse

- Utbildning inom idrott, social och hälsovård (HYH) med fyra fokusområden:

1. Hälsofrämjande (Högre YH)
2. Det sociala området (Högre YH)
3. Rehabilitering (Högre YH)
4. Avancerad klinisk vård (Högre YH)

### Institutionen för kultur och kommunikation
- Utbildning i mediekultur (Film, TV och Online media): Medianom (YH)
- Utbildning inom kulturproducentskap: Kulturproducent (YH)
- Master's Degree Programme in Media Management: Master's of Culture and Arts

## Arcada studerandekår - ASK
Denna studerandekår grundades 1997 och är en intresseorganisation för studenterna på Arcada. Kåren arbetar på lokal nivå genom att vara representerade i olika organ inom Arcada, samt även på nationell nivå genom medlemskap i SAMOK (Förbundet för studerandekårer vid yrkeshögskolorna i Finland). Utöver studerandekåren ASK, finns fem specialföreningar: Commedia, HanSe Sf, HoSK, Kult och TLK.